# Liste des conservateurs des Archives nationales du Québec
 (juillet 2025).
Motif : Pas sûr de la pertinence d'un article sur le sujet. Devrait être une section de l'article sur la BAnQ.
- Archive Wikiwix
- Bing
- Cairn
- DuckDuckGo
- E. Universalis
- Gallica
- Google
- G. Books
- G. News
- G. Scholar
- Persée
- Qwant
- (zh) Baidu
- (ru) Yandex

| 1. | Préciser le motif de la pose du bandeau. | Précisez le motif de la pose du bandeau en utilisant la syntaxe suivante : {{admissibilité à vérifier\|date=juillet 2025\|motif=remplacez ce texte par le motif}}                                                              |
| 2. | Informer les utilisateurs concernés.     | Pensez à avertir le créateur de l'article, par exemple, en insérant le code ci-dessous sur sa page de discussion : {{subst:avertissement admissibilité à vérifier\|Liste des conservateurs des Archives nationales du Québec}} |

 (juillet 2025).
La mise en forme du texte ne suit pas les recommandations de Wikipédia : il faut le « wikifier ».
Les points d'amélioration suivants sont les cas les plus fréquents :
- Les titres sont pré-formatés par le logiciel. Ils ne sont ni en capitales, ni en gras.
- Le texte ne doit pas être écrit en capitales (les noms de famille non plus), ni en gras, ni en italique, ni en « petit »…
- Le gras n'est utilisé que pour surligner le titre de l'article dans l'introduction, une seule fois.
- L'italique est rarement utilisé : mots en langue étrangère, titres d'œuvres, noms de bateaux, etc.
- Les citations ne sont pas en italique mais en corps de texte normal. Elles sont entourées par des guillemets français : « et ».
- Les listes à puces sont à éviter, des paragraphes rédigés étant largement préférés. Les tableaux sont à réserver à la présentation de données structurées (résultats, etc.).
- Les appels de note de bas de page (petits chiffres en exposant, introduits par l'outil «  Source ») sont à placer entre la fin de phrase et le point final[comme ça].
- Les liens internes (vers d'autres articles de Wikipédia) sont à choisir avec parcimonie. Créez des liens vers des articles approfondissant le sujet. Les termes génériques sans rapport avec le sujet sont à éviter, ainsi que les répétitions de liens vers un même terme.
- Les liens externes sont à placer uniquement dans une section « Liens externes », à la fin de l'article. Ces liens sont à choisir avec parcimonie suivant les règles définies. Si un lien sert de source à l'article, son insertion dans le texte est à faire par les notes de bas de page.
- La présentation des références doit suivre les conventions bibliographiques. Il est recommandé d'utiliser les modèles {{Ouvrage}}, {{Chapitre}}, {{Article}}, {{Lien web}} et/ou {{Bibliographie}}. Le mode d'édition visuel peut mettre en forme automatiquement les références.
- Insérer une infobox (cadre d'informations à droite) n'est pas obligatoire pour parachever la mise en page.

Pour une aide détaillée, merci de consulter Aide:Wikification.
Si vous pensez que ces points ont été résolus, vous pouvez retirer ce bandeau et améliorer la mise en forme d'un autre article.
C'est en 1920 que les Archives nationales du Québec sont officiellement créées avec la nomination de Pierre-Georges Roy à titre de premier « archiviste du gouvernement de la province de Québec.
Liste des conservateurs et conservatrices des Archives nationales du Québec:
- Pierre-Georges Roy - Conservateur, 2 septembre 1920 - 10 novembre 1941

- Antoine Roy - Conservateur, 11 novembre 1941 - 3 mars 1963

- Bernard Wilbrenner - Conservateur, 17 novembre 1963 - août 1967

- Raymond Douville - Conservateur, 18 décembre 1969 - février 1971

- André Vachon - Conservateur, 28 juin 1971 - 31 mars 1976

- François Beaudin - Conservateur, 7 septembre 1976 - 1er mars 1980

- Robert Garon - Conservateur, 17 novembre 1980 - 14 décembre 2000

- Sylvie Lemieux - Conservatrice, 22 octobre 2001 - 20 janvier 2006

- Carol Couture - Conservateur, 31 janvier 2006 - 31 janvier 2012

- Normand Charbonneau - Conservateur, 1 er février 2012 - 10 mars 2015

- Hélène Laverdure - Conservatrice, 31 août 2015 à aujourd’hui